# Lexikografisk ordning
Lexikografisk ordningsföljd 
är ett sätt att ordna mängder inom matematiken. Ett exempel på en lexikografiskt ordnad mängd är alfabetiskt ordnade uppslagsord i ett uppslagsverk. 
Metoden att ordna mängder i lexikografisk ordning beskrevs matematiskt av Julius König och Richard Jules år 1905  oberoende av varandra . Den lexikografiskt ordnade mängden tas fram genom att definiera en relation på produktmängden av två partiellt ordnade mängder. Observera att konstruktionen nedan definierar en total ordning i de fall {\displaystyle {\mathcal {R}}_{1}}och {\displaystyle {\mathcal {R}}_{2}}både är totala ordningar.

## Definition
- Antag att {\displaystyle {\mathcal {R}}_{1}} respektive {\displaystyle {\mathcal {R}}_{2}} är partiella ordningar på {\displaystyle {\mathcal {S}}_{1}} respektive {\displaystyle {\mathcal {S}}_{2}}. Relationen {\displaystyle {\mathcal {R}}} på produktmängden {\displaystyle {\mathcal {S}}_{1}}  ×  {\displaystyle {\mathcal {S}}_{2}} definieras genom att låta {\displaystyle (x_{1},\,x_{2}){\mathcal {R}}(y_{1},\,y_{2})} om och endast om

{\displaystyle \left\{{\begin{matrix}x_{1}{\mathcal {R}}_{1}y_{1},&{\mbox{om }}x_{1}\neq y_{1}\\x_{2}{\mathcal {R}}_{2}y_{2},&{\mbox{om }}x_{1}=y_{1}\end{matrix}}\right.}
Relationen {\displaystyle {\mathcal {R}}} är den lexikografiska ordningen på produktmängden {\displaystyle {\mathcal {S}}_{1}}  ×  {\displaystyle {\mathcal {S}}_{2}}. 
- Den lexikografiska ordningen kan också uttryckas som en naturlig ordning av Cartesiska produkten av ett antal ordnade mängder, definierad genom att jämföra termerna i ordning, dvs:

{\displaystyle (a_{1},...a_{n})<(b_{1},...,b_{n})\iff a_{j}<b_{j}{\mbox{ och }}a_{i}=b_{i}{\mbox{ för }}\forall i<j} [källa behövs]

## Sats
Om {\displaystyle {\mathcal {R}}_{1}} respektive {\displaystyle {\mathcal {R}}_{2}} är partiella ordningar på {\displaystyle {\mathcal {S}}_{1}} respektive {\displaystyle {\mathcal {S}}_{2}} så är den lexikografiska ordningen en partiell ordning på produktmängden {\displaystyle {\mathcal {S}}_{1}}  ×  {\displaystyle {\mathcal {S}}_{2}}. 

## Bevisgång
Att den lexikografiska ordningen är partiellt ordnad visas genom att de tre kriterierna för partiellt ordnade mängder (reflexivitet, antisymmetri och transitivitet) uppfylls både för antagandet {\displaystyle x_{1}=y_{1}} och för antagandet {\displaystyle x_{1}\neq y_{1}}.

## Exempel och tillämpningar
- Om mängderna {\displaystyle {\mathcal {S}}_{1}=\left\{1,2\right\}} och {\displaystyle {\mathcal {S}}_{2}=\left\{1,2,3\right\}} båda har relationen {\displaystyle \leq } ges den lexikografiska ordningen på produktmängden {\displaystyle {\mathcal {S}}_{1}\times {\mathcal {S}}_{2}}enligt (1,1), (1,2), (1,3), (2,1), (2,2), (2,3).[4]
- I ett uppslagsverk används bokstävernas ordning i alfabetet för att bestämma ordningen mellan uppslagsorden, t.ex. kommer ab före ac, vilket är en lexikografisk ordning.[1]